# Dmytro Tarasov
Dmytro Tarasov (en ucraniano: Дмитро Тарасов) es un deportista ucraniano que compitió en tiro con arco, en la modalidad de arco recurvo. Ganó una medalla de bronce en el Campeonato Europeo de Tiro con Arco en Sala de 1996, en la prueba de equipo.

## Palmarés internacional
| Campeonato Europeo en Sala | Campeonato Europeo en Sala | Campeonato Europeo en Sala | Campeonato Europeo en Sala |
| Año                        | Lugar                      | Medalla                    | Prueba                     |
| -------------------------- | -------------------------- | -------------------------- | -------------------------- |
| 1996                       | Mol (Bélgica)              | Medalla de bronce          | Equipo                     |